# Manuel Schäffler
Manuel Schäffler (ur. 6 lutego 1989 w Fürstenfeldbrucku) – piłkarz niemiecki grający na pozycji napastnika. Zawodnik klubu 1. FC Nürnberg.

## Kariera klubowa
Karierę piłkarską zaczynał w klubie TSV Moorenweis. W 2001 roku trafił do młodzieżowego zespołu TSV 1860 Monachium, a w 2008 roku został włączony do jego pierwszej drużyny, grającej w 2. Bundeslidze. W sezonie 2010/2011 był wypożyczony do innego klubu tej ligi – MSV Duisburg. Następnie wrócił do TSV, a w 2012 roku przeszedł do FC Ingolstadt 04, również występującego w 2. Bundeslidze i jego barwy reprezentował do 2014 roku.
Potem grał w trzecioligowych drużynach Holstein Kiel oraz SV Wehen Wiesbaden. W sezonie 2017/2018 został królem strzelców 3. Ligi.

## Kariera reprezentacyjna
Został powołany do kadry na Mistrzostwa Świata U-20 w Piłce Nożnej w Egipcie.